# Rodrigo González-Pinto
Rodrigo González-Pinto (Ciempozuelos, Madrid, 14 de diciembre de 1893 – Bilbao, 15 de febrero de 1974) fue un psiquiatra español que ejerció, primero y hasta 1929, en el hospital psiquiátrico de Ciempozuelos y posteriormente como director, hasta su jubilación en 1963, en el de Mondragón, Guipúzcoa. Fue hijo del también psiquiatra José Rodrigo González, primer médico alienista con el que contó Benito Menni tras la creación del hospital psiquiátrico de Ciempozuelos. Huérfano de padre a la edad de 10 años, tuvo como tutor al padre Menni hasta su mayoría de edad y mantuvo con él una estrecha relación profesional y de amistad. Se licenció en Medicina y Cirugía por la Facultad de San Carlos de Madrid en 1916 y realizó su internado en el Servicio del Dr. Gregorio Marañón en el Hospital Provincial. Bajo la dirección de Ramón y Cajal investigó las neuropatías cerebrales, completando su formación con los psiquiatras Emil Kraepelin en Múnich y Eugen Bleuler en Zúrich. En el año 1919 comenzó a trabajar en el Hospital psiquiátrico de Ciempozuelos, permaneciendo en dicho centro hasta su traslado a Mondragón en 1929.
En 1931 participó de manera activa en los nuevos proyectos de la asistencia psiquiátrica en España. Reflejó una parte de sus ideales en el artículo “La curabilidad de las enfermedades mentales. Necesidad de creación de servicios de psiquiatría abiertos en los hospitales generales“. En esta obra se enfrentó al dogma de la incurabilidad de las enfermedades mentales, abogaba por su tratamiento temprano y consideraba que la enfermedad mental podría ser tratada en unidades hospitalarias abiertas, y también en unidades ambulatorias coordinadas con los servicios sociales.
En 1936 fue el encargado de la docencia de la Psicología médica y Psiquiatría de la Facultad de Medicina creada por el Gobierno Vasco. Por ello fue, junto a los otros profesores, procesado y condenado tras la guerra civil, aunque fue posteriormente indultado. También fue procesado por denunciar ante la Cruz Roja Internacional las condiciones en las que se encontraban los internos del hospital psiquiátrico de Mondragón. El 16 de junio de 2008 el Gobierno Vasco rindió un justo homenaje a este grupo de profesores que perdieron su plaza por motivos políticos.
Estuvo casado con Candelaria López y fue padre de 10 hijos, siendo uno de ellos Rodrigo González-Pinto López (1921-2014), también psiquiatra. Según relata Juan Gondra, entre sus nietos y bisnietos hay un número apreciable de profesionales del ámbito sanitario, algunos de los cuales trabajan en las áreas de la psiquiatría, de la psicología y de la neurología.